# Шаповал Владислав Федорович
Владислав Федорович Шаповал (нар. 8 травня 1995, Чернігів, Україна) — український футболіст, захисник «Лівого берега».

## Клубна кар'єра
Вихованець ДЮСШ «Юність» (Чернігів). З 2008 по 2012 рік провів 61 матч і забив 9 м'ячів у чемпіонаті ДЮФЛ. У 2012 році виступав за аматорські команди «Полісся» (Добрянка) і «Будівел-Енергія» (Ріпки) у чемпіонаті Чернігівської області.
У вересні 2012 року поповнив ряди луцької «Волині», за юніорську (U-19) команду дебютував 19 вересня 2012 року у виїзній зустрічі проти ужгородської «Говерли», а за молодіжну (U-21) команду вперше зіграв 3 листопада того ж року в домашньому поєдинку знову проти «Говерли».
21 листопада 2015 року дебютував в основному складі «Волині» у виїзному матчі Прем'єр-ліги проти донецького «Шахтаря», вийшовши на заміну замість Сергія Політило на 89-й хвилині зустрічі. Надалі протягом майже трьох сезонів активно виступав за основну команду «Волині». В сезоні 2017/18 провів за «хрестоносців» першу частину чемпіонату та став найкращим бомбардиром «Волині» в Першій лізі, забивши 8 голів.
У 2018—2020 роках виступав за «Дніпро-1», з яким у першому сезоні став чемпіоном Першої ліги.
Влітку 2020 року Шаповал повернувся до «Волині», що грала у Першій лізі.
Влітку 2021 року перебрався до житомирського «Полісся», а 7 серпня 2021 року забив свій перший гол за новий клуб у ворота «Кремня» (3:0). З командою став переможцем Першої ліги, за що отримав звання «Майстер спорту України». Втім після виходу до еліти втратив місце в основі і у січні 2024 року покинув команду за обопільною згодою. Всього в кольорах «Полісся» він провів 40 матчів, забив 2 голи і зробив 4 результативні передачі в усіх турнірах.
23 лютого 2024 року уклав контракт з одеським «Чорноморцем».

## Досягнення
- Майстер спорту України: 2024[8]